# L'impostore (romanzo)
L'impostore (titolo originale El impostor) è un romanzo dello scrittore spagnolo Javier Cercas, pubblicato nel 2014 e tradotto in Italia l'anno seguente da Ugo Guanda Editore. Cercas ha definito questo romanzo un esempio di novela de no ficción  (letteralmente romanzo senza finzione) in riferimento al fatto che l'opera unisce la struttura tipica del romanzo ad una narrazione di tipo saggistico.
Il libro racconta una storia vera, quella del sindacalista Enric Marco Batlle, spacciatosi per anni come un sopravvissuto del campo di concentramento di Flossenbürg, prima che nel 2005 uno storico spagnolo scoprisse che in realtà aveva mentito. Attraverso un'estesa indagine, Cercas racconta di come Marco riuscì a farsi passare per un oppositore del franchismo e del fascismo e cerca di capire le ragioni del suo comportamento.

## Genesi dell'opera
Cercas cominciò a progettare questo romanzo nel 2009, quattro anni dopo la scoperta che Marco aveva mentito e dopo averlo conosciuto personalmente. Tuttavia, per molti anni Cercas esitò a scriverlo poiché temeva che la sua opera potesse in qualche modo apparire come un tentativo di giustificare, o riabilitare, la figura di Enric Marco. Prima di scrivere il romanzo aveva comunque avuto già modo di scrivere su di lui attraverso le colonne de El País.

## Struttura
Il romanzo si divide in tre parti, intitolate rispettivamente La pelle della cipolla, Il romanziere di se stesso e Il volo di Icaro. Ognuna di queste parti si divide a sua volta in varie sezioni. Il romanzo si conclude quindi con un epilogo intitolato Il punto cieco.
L'opera comprende anche una serie di fotografie in bianco e nero e rappresentazioni di documenti e fonti utilizzate da Cercas, al fine di rendere ancor più trasparente e veritiero il contenuto del romanzo.

## Ricezione
Subito dopo la sua uscita, L'impostore ha ricevuto recensioni favorevoli sia in ambito nazionale che internazionale. Positivi sono stati i giudizi di autori come Mario Vargas Llosa e di quotidiani come El Mundo ed El País,, mentre in Italia il libro è stato ben giudicato da La Repubblica e dal Corriere della Sera ed ha fatto segnare ottimi risultati di vendita. In Francia il romanzo ha raggiunto la seconda ristampa in meno di un mese ed è stato candidato al Prix Médicis ed al Prix Femina.

## Edizioni italiane
- L'impostore, traduzione di Bruno Arpaia, Ugo Guanda Editore, 2015.